# Droga wojewódzka 797
Die Droga wojewódzka 797 (DW 797) ist eine kurze polnische Woiwodschaftsstraße mit 2 Kilometer Länge in der Woiwodschaft Masowien, die in Süd-Nord-Richtung verläuft. Die Straße verbindet Celestynów mit Regut und der Nationalstraße 50 (Warschauer Transit Umgehungsstraße).